# Союз С
Космически кораб Союз-С (7К-S) е от т. нар. военни разработки на кораба Союз. Проектът на тази версия е предложен през 1968 г. под номер 11F732.
Предназначението на кораба е за самостоятелни полети (7К-С) и за доставки на екипаж до орбитални космически станции (7К-СТ).
Дизайнът на „Союз 7K-С“ е окончателно завършен на 11 август 1972 г. Предложени са две версии на „Союз 7K-С“:
- Проект 11F733 „Союз 7K-С-I“ – за краткосрочни мисии и
- Проект 11F734 „Союз 7K-С-II“ за по-продължителни полети.

За снабдяване на орбиталните станции е предложен вариантът „Союз 7K-СГ“ 11F735 (това е предшественикът на космическия кораб „Прогрес“, използван при полетите на космическите станции Салют-6, Салют-7, Мир и МКС.
Първоначалната програма предвижда четири безпилотни, последвани от два пилотирани тестови полета и накрая два оперативни старта.
След четвъртия неуспех на ракетата носител Н-1 е предприета голяма реорганизация на съветската космическа програма. „Союз 7K-С“ е анулиран, а планираните експерименти за самостоятелни полети са прехвърлени към програмата Салют. Първите три апарата обаче са завършени, като първият дори е вече на стартовата площадка в Байконур. Така това са единствените апарати от модификацията. В рамкте на следващите две години са изстреляни като безпилотни технологични тестове.
Развитието на кораба се насочва изцяло към обслужване на космически станции и в получаването на по-късните версии Союз Т, Союз ТМ и т.н., които обслужват станциите Салют-7, Мир и МКС. „Союз 7К-С“ притежава слънчеви батерии и е предвиден за екипаж от двама космонавти. Това са първите съветски космически кораби, проектирани да летят с цифров компютър.

## Полети
- Космос 670
- Космос 772
- Космос 869